# Синдромы поражения больших полушарий

## Синдром лобной доли (syndromum lobi frontalis)
Общее название совокупности синдромов различных, функционально значимых структур лобной доли больших полушарий головного мозга. С точки зрения топической диагностики, лобную долю разделяют на следующие отделы:
- задний
- средний
- передний (полюс)
- нижняя поверхность
- предцентральный

На основании такого разделения выделены одноимённые неврологические синдромы:
1. синдром задних отделов (поля 6, 8 и 44 по Бродману)
2. синдром среднего отдела (поля 9, 45, 46 и 47 по Бродману)
3. синдром переднего отдела − полюса (поля 10, 11 по Бродману)
4. синдром нижней поверхности
5. синдром предцентральной области (поле 4 и, частично, 6 по Бродману)

Каждый из неврологических синдромов может быть представлен в двух вариантах − ирритативном и в варианте выпадения. Кроме того, на характеристику неврологического синдрома оказывает влияние закон о функциональной асимметрии больших полушарий головного мозга (синдромы левого и правого полушарий имеют существенные различия. В соответствии с указанным законом, у правшей:
- левое полушарие ответственно за вербальные функции (у левшей − наоборот),
- правое − за невербальные, гностико-практические функции (у левшей − наоборот)

#### Синдром задних отделов лобной доли

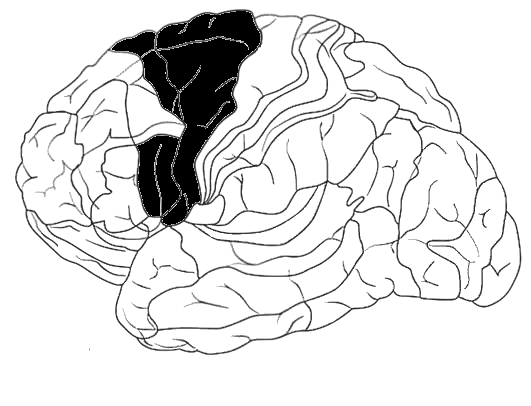
Поражение 6, 8, 44 полей

Возникает при поражении полей 6, 8 и 44 по Бродману, объединяя как бы три самостоятельных подсиндрома:
1. Синдром поля 6 (задний отдел средней извилины) − аграфия
2. Синдром поля 8 (задний отдел верхней лобной извилины) − переднее адверсивное поле. Содружественный поворот глаз и головы в противоположную сторону и "корковый" паралич взора в сторону, аспонтанность, астазия-абазия. Ирритативный вариант − припадок парциальной (фокальной, очаговой) эпилепсии. Адверсивный припадок − содружественный поворот головы и глаз (а иногда, ещё, и туловища) в противоположную от локализации очага сторону. Вариант выпадения − "корковый" парез (паралич) взора в сторону, противоположную очагу (пациент "смотрит" на свой очаг и отворачивается от парализованных конечностей); акинетическая форма апраксии − аспонтанность (пациент, без внешних побуждений, не производит никаких движений); нарушение статической координации − астазия-абазия (расстройство движений, проявляющееся невозможностью стоять и ходить без поддержки)
3. Синдром поля 44 (задний отдел нижней лобной извилины) − синдром моторной афазии Брока.

Моторная афазия − полная или частичная утрата способности пользоваться словами для выражения своих мыслей при отсутствии расстройства артикуляционного аппарата при сохранении понимания устной и письменной речи. Различают 4 клинических варианта моторной афазии.
| Вариант           | Локализация очага                                                                              | Что нарушено                                                                            | Что сохранено                                                                           |
| ----------------- | ---------------------------------------------------------------------------------------------- | --------------------------------------------------------------------------------------- | --------------------------------------------------------------------------------------- |
| Корковый          | Центр Брока, поле 44 по Бродману                                                               | Произвольная спонтанная речь, повторение слов, чтение вслух, произвольное письмо        | Понимание речи, письмо под диктовку                                                     |
| Субкортикальный   | Белое вещество непосредственно под моторно-речевой зоной коры доминантного (по речи) полушария | Устная речь                                                                             | Внутренняя речь, чтение и письмо                                                        |
| Транскортикальный | Проводящие пути, между моторно-речевой зоной коры и другими областями коры головного мозга     | Активная произвольная речь и письмо                                                     | Повторение обращённой речи, чтение вслух, переписывание текста, понимание речи и письма |
| Проводниковый     | Проводящие пути между слуховой и моторной речевыми зонами коры головного мозга                 | Повторение слов и предложений, чтение вслух; меньше нарушена активная произвольная речь | Понимание обращённой речи                                                               |

#### Синдром среднего отдела лобной доли

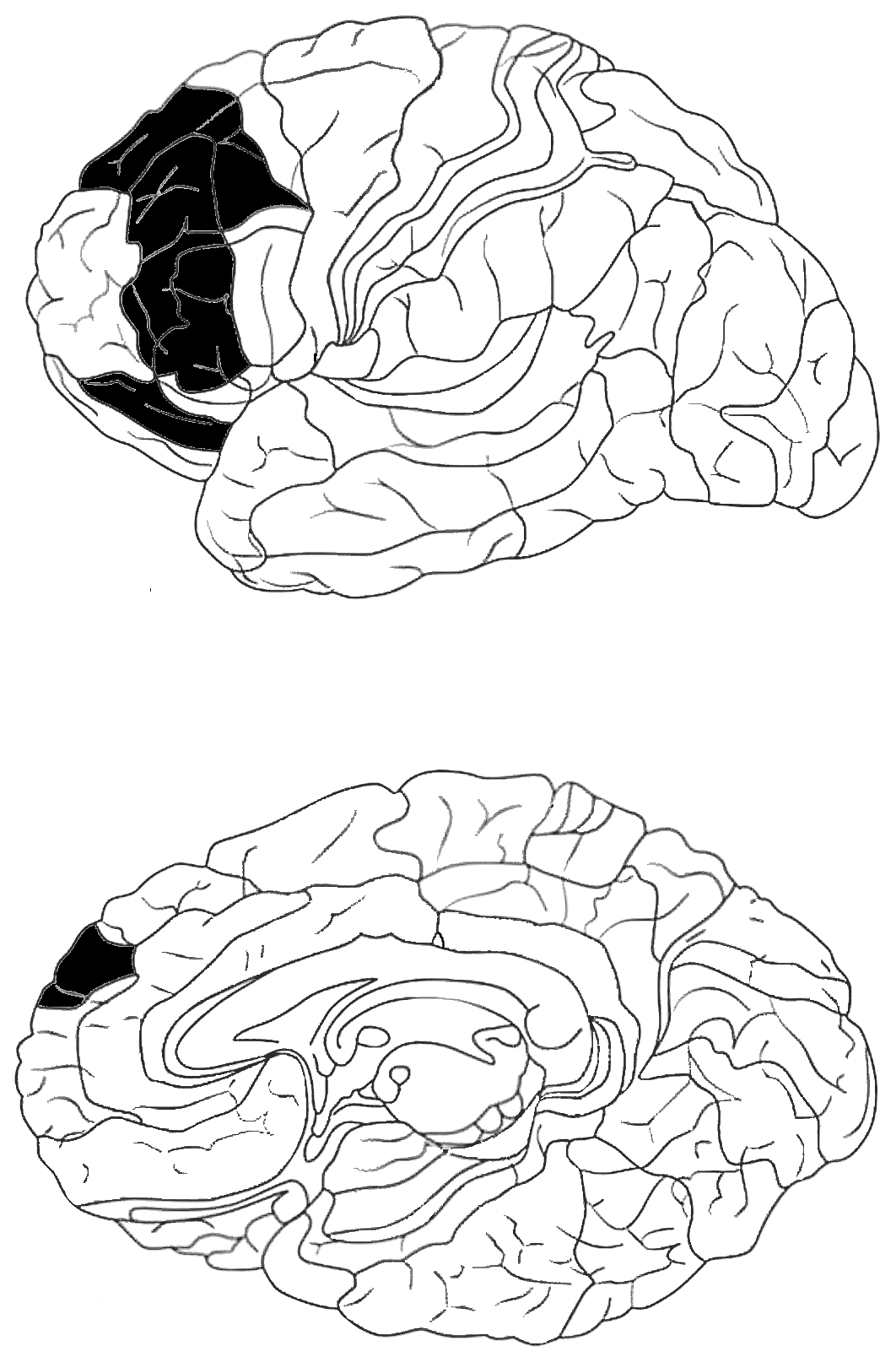
Поражение 9, 45, 46, 47 полей

Возникает при поражении 9, 45, 46 и 47 полей по Бродману. Кардинальными симптомами этого синдрома являются расстройства психики в виде двух синдромов:
- Апатико-абулический синдром:

1. отсутствие инициативы ко всякому движению: акинезия или гипокинезия (пациенты лежат неподвижно, на окружающее не реагируют, не поворачиваются к собеседнику, от них с трудом удаётся получить ответы на вопросы),
2. аспонтанность
3. апатия
4. депрессия, нередко переходящей в эмоциональную тупость
5. снижение внимания, памяти, и общего психического тонуса: вялость и инертность мышления, отсутствие способности к усвоению сложных понятий и ассоциаций

- Расторможенно-эйфорический синдром:

1. Мория (дурашливость)
2. пуэрильность (утрированная инфантильность)
3. эйфория, благодушие, весёлость, сочетающиеся со снижением критики
4. нарушение этических и эстетических норм, доходящих, иногда, до элементарной нечистоплотности и неадекватности совершаемых поступков (мочеиспускание и дефекация в постель, на пол, на одежду).

Другие симптомы синдрома среднего отдела лобной доли:
- симптом "мимического фациалиса" или симптом Венсана − наличие недостаточности нижнемимической иннервации при выражающих движениях (плаче, смехе, улыбке) при отсутствии этой недостаточности при произвольных движениях нижнемимической мускулатуры на противоположной очагу стороне лица;
- хватательные феномены. Рефлекс Янишевского − при малейшем прикосновении к ладонной поверхности рука рефлекторно сжимается в кулак;
- феномен автоматического навязчивого хватания и преследования (хватательный рефлекс Робинсона)
- типичные изменения позы (напоминающие позу паркинсоника), наличие ригора, гипо- или акинезии.

Последние феномены связаны с поражением лобномостового, мостомозжечкового и лобнокрасноядерных путей.

#### Синдром переднего отдела (полюса) лобной доли

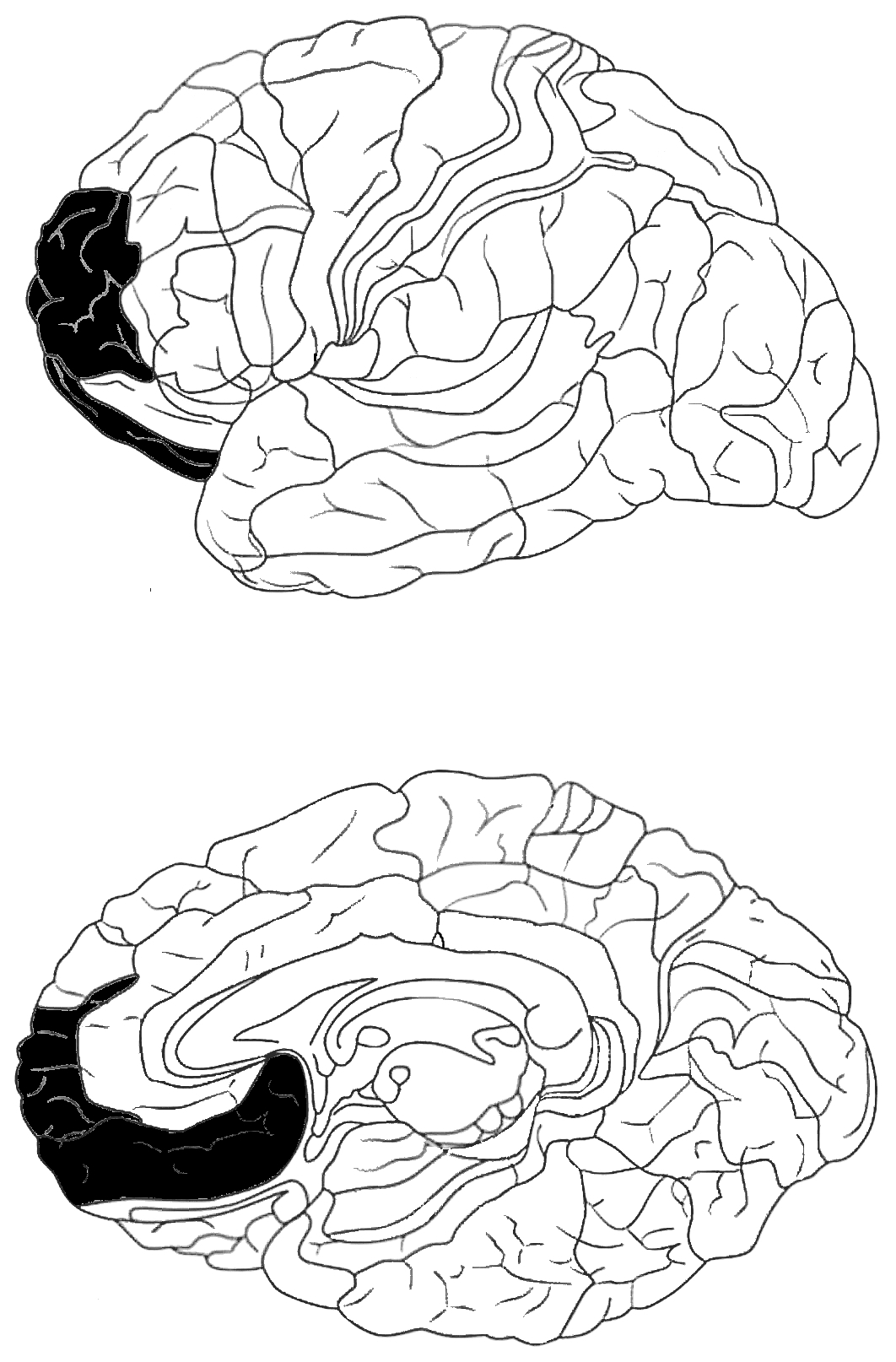
Поражение 10, 11 полей

Возникает при поражении полюса лобной доли (поля 10 и 11, по Бродману) и путей, начинающихся преимущественно в полюсах лобных долей (лобномостомозжечкового). Ведущие симптомы: нарушения статики и координации (псевдомозжечковые). От истинно мозжечковых они отличаются меньшей интенсивностью нарушений, отсутствием гипотонии мышц конечностей и сочетанием их с изменениями тонуса мышц по экстрапирамидному типу (ригор, феномены "зубчатого колеса" и "противодержания").

#### Синдром нижней поверхности лобной доли
Имеет сходство с синдромами среднего отдела лобной доли и лобного полюса, отличаясь наличием обязательного поражения обонятельного нерва. Гипосмия или аносмия (понижение или отсутствие обоняния) на стороне очага − ранний и дифференцирующий симптом указанного синдрома. Распространение патологического очага кзади, приводит к развитию синдрома Фостера-Кеннеди − первичная атрофия диска зрительного нерва на стороне очага (в результате давления на зрительный нерв) и наличие застойного диска зрительного нерва. Факультативные симптомы:
- болезненность при перкуссии по скуловому отростку или лобной области головы,
- наличие гомолатерально очагу экзофтальма, указывающих на близость патологического процесса к основанию черепа и к орбите

#### Синдром предцентральной области лобной доли

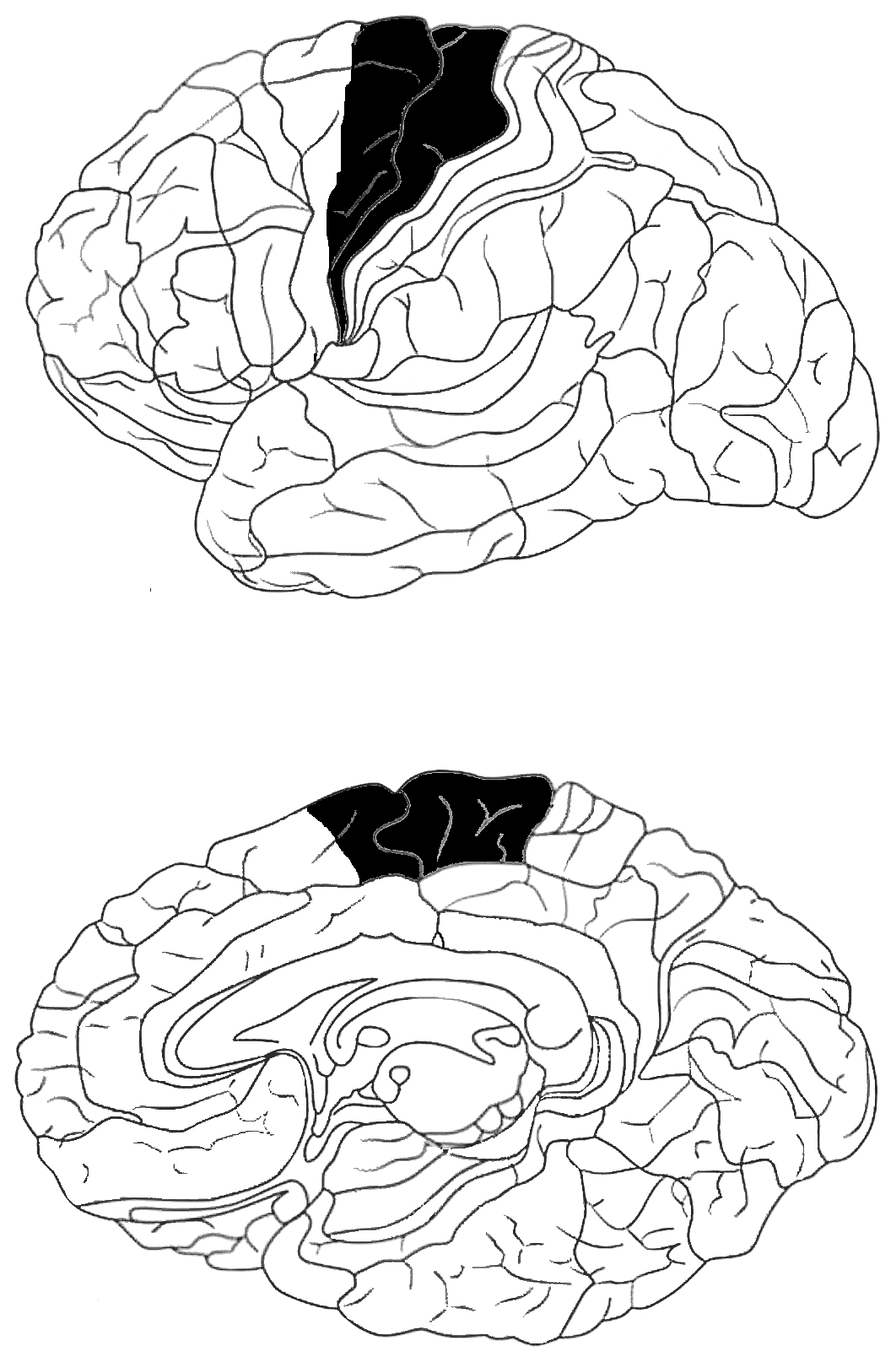
Поражение 4 и частично 6 полей

Формируется при поражении прецентральной извилины (поле 4 и частично 6, по Бродману). В прецентральной извилине находятся центры элементарных двигательных функций − сгибания, разгибания, приведения, отведения, пронации, супинации и др. Центры более сложных двигательных актов находятся в адверсивных передних (поле 8) и задних (поля , 7, 19 и 22, по Бродману) полях. Существует отчётливая соматотопическая проекция полей 4 и 6 для мышц (конечностей, нижней половины лица и языка), получающих одностороннюю (от противоположного полушария) коркову иннервацию. Остальная мускулатура (мышцы верхней половины лица, жевательные мышцы, мышцы глотки и туловища), функционирующая с обеих сторон одновременно, получает двустороннюю корковую иннервацию (от одноимённого и противоположного полушарий). Ирритативный вариант: синдром парциальной (фокальной) эпилепсии − припадки (джексоновские, кожевниковские) выражаются клоническими или тоникоклоническими судорогами, стереотипно начинающимися с определённого участка тела соответственно соматотопической проекции:
- раздражение нижних участков прецентральной извилины даёт парциальные припадки, начинающие в мышцах глотки, языка и нижней группы (оперкулярный синдром − syndromum operculare (лат.) − приступы жевательных или глотательных движений, облизывания губ, причмокивания)
- раздражение в области средней части прецентральной извилины даёт клонические или клоникотонические судороги в контралатеральной очагу стороне, начинающиеся с дистальных отделов (кисть, пальцы) верхней конечности
- раздражение в области парацентральной дольки обуславливает появление клонических и клоникотонических судорог, начинающихся с мышц стопы противоположной части тела.

Вариант выпадения: центральный парез (паралич). Характерным признаком корковых нарушений моторной функции является моноплегический тип паралича или пареза (лицевая, лицеплечевая, плечевая, моноплегия; моноплегия голени).

## Синдром теменной доли (syndromum lobi parietalis)
Общее название синдромов поражении различных областей теменной доли большого мозга, значительно различающихся в фило-, онтогенетическом и функциональном отношениях. В зависимости от фило-, онтогенеза и функционального значения в пределах теменной доли выделяют четыре области, дающие четыре весьма характерных синдрома:
- синдром постцентральной извилины
- синдром верхней теменной дольки
- синдром нижней теменной дольки, включая надкраевую и угловую извилины
- синдром внутритеменной борозды

Поражение указанных областей может давать симптомы раздражения, парестезии, парциальные сенсорные и сенсомоторные эпилептические припадки и симптомы выпадения − анестезии по корковому монотипу.

#### Синдром постцентральной извилины

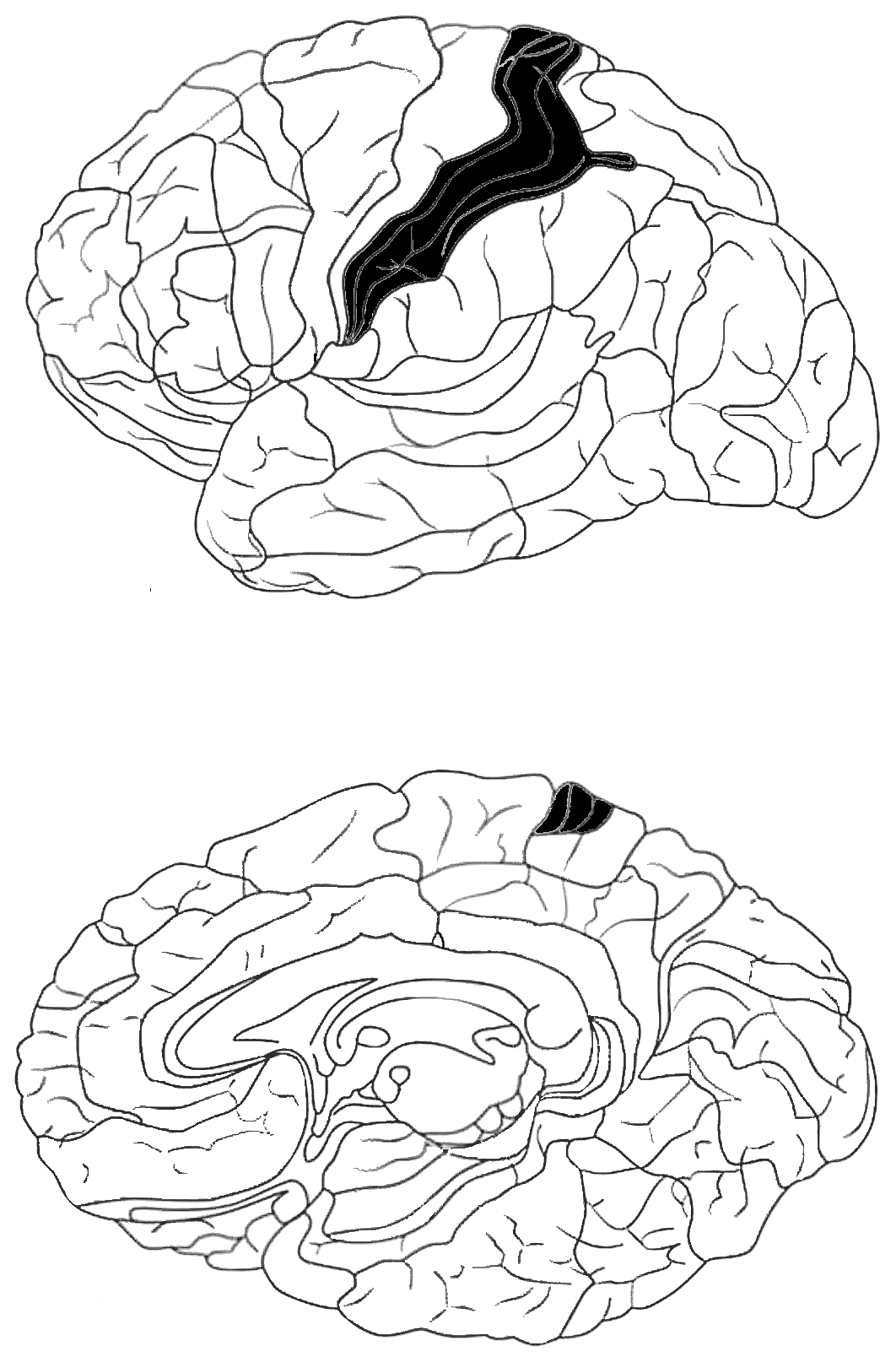
Поражение 1, 2, 3 полей

Поля 1, 2, и 3 по Бродману. Нарушения общей чувствительности (преимущественно протопатической, по H. Head − болевой, температурной и отчасти тактильной) на противоположной стороне тела, в соответствие соматотопическим представительством очага:
- при поражении нижних отделов − нарушения чувствительности в области лица и половины языка
- при поражении средних отделов − на руке, особенно в дистальных её отделах (кисть, пальцы)
- при поражении верхних и верхнемедиальных отделов − на туловище и ноге

Симптомы раздражения: парестезии и парциальные (фокальные) сенситивные джексоновские припадки в строго ограниченных участках тела (в дальнейшем они могут генерализоваться) противоположной половины лица, языка, руки, ноги. Симптомы выпадения: моноанестезии на половине лица, языка, руки и ноги.

#### Синдром верхней теменной дольки

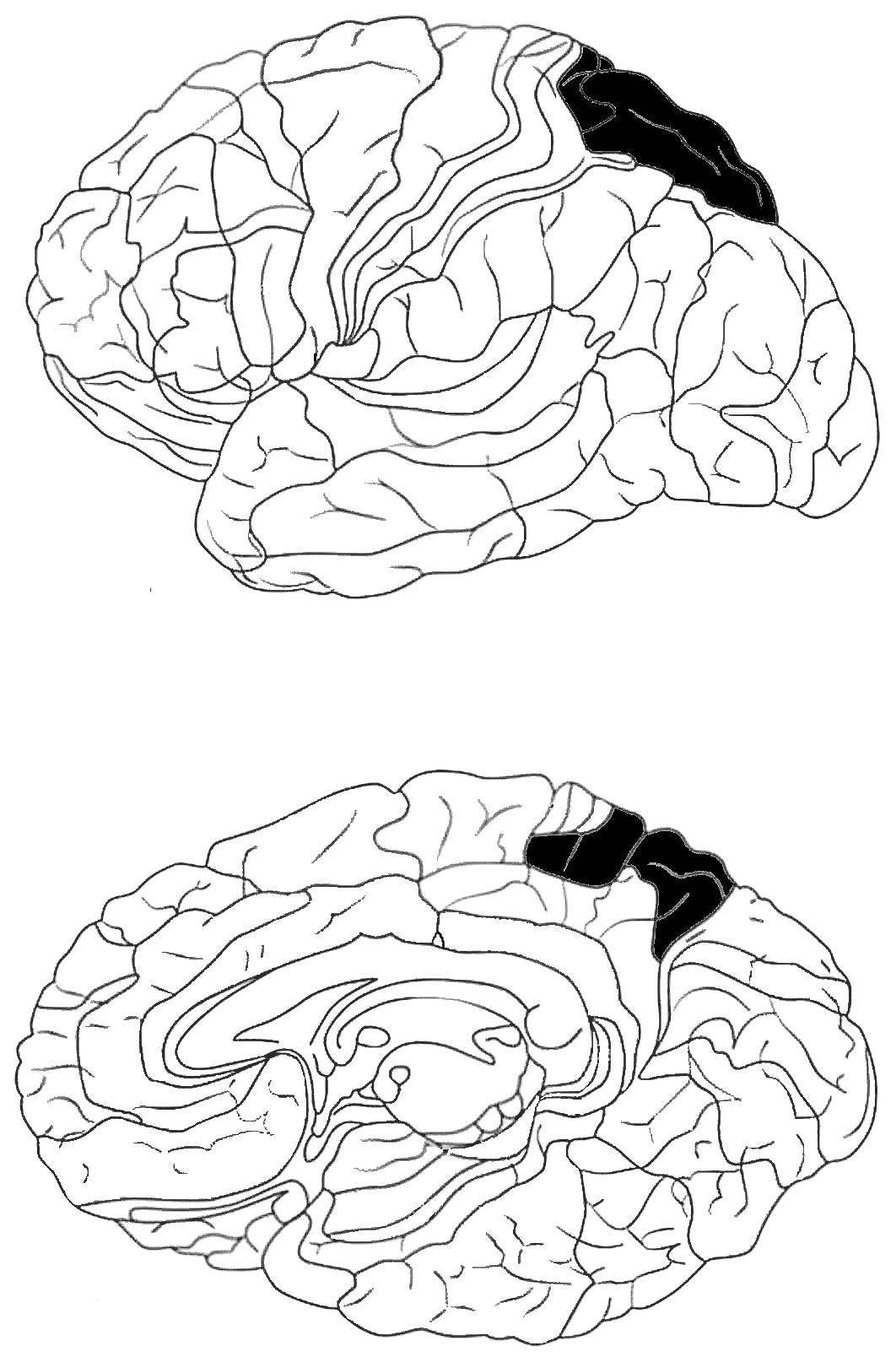
Поражение 5, 7 полей

Поля 5 и 7 по Бродману. В этих полях отсутствует соматотопическое деление и нет зависимости от функциональной асимметрии больших полушарий: синдром правой и левой верхнетеменных долек идентичен. Ирритативный вариант: парестезии (покалывание, лёгкое жжение), возникающие сразу по всей противоположной половине тела, не имеющие соматотопического деления. Иногда синдром ирритации проявляется парестезиями во внутренних органах, например, в области мочевого пузыря. Синдром выпадения:
- нарушение суставно-мышечного чувства в противоположных очагу конечностях с некоторым преобладанием нарушений в руке (при преимущественном поражении поля 5) или в ноге (при преобладании поражения поля 7)
- "афферентные парезы", по Foster, в результате нарушения афферентации в противоположных очагу конечностях
- нарушение эпикритической, по H. Head, чувствительности − двухмернопространственной дискриминационной и локализационной − на всей противоположной половине тела

#### Синдром нижнетеменной дольки

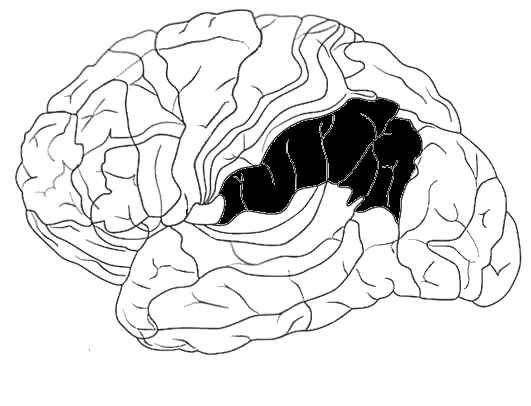
Поражение 39, 40 полей

Поля 39 и 40 по Бродману. Обусловлен поражением более молодых в фило- и онтогенетическом отношении структур головного мозга, подчиняющихся закону о функциональной асимметрии больших полушарий. Синдром раздражения заднего адверсивного поля в нижнетеменной дольке проявляется насильственным поворотом головы, глаз и туловища влево. Синдром выпадения:
- астереогноз − утрата способности узнавать предметы на ощупь без явления нарушения чувствительности (поражение надкраевой [gyrus supramarginalis] извилины, поле 40)
- двусторонняя моторная апраксия − утрата способности совершать привычные действия, приобретённые в процессе жизнедеятельности, при отсутствии расстройств чувствительности и элементарных движений (пациент знает, как осуществить действие, но не может его выполнить (поражение надкраевой [gyrus supramarginalis] извилины, поле 40)
- синдром Герстмана-Шильдера, синдром угловой извилины (поле 39)

1. пальцевая агнозия (не узнавание собственных пальцев)
2. аграфия (утрата способности письма при сохранности двигательной функции руки)
3. акалькулия (нарушение способности выполнять элементарные счётные операции в пределах десяти)
4. оптическая алексия (утрата способности чтения при сохранённом зрении)
5. нарушение способности различать правую и левую стороны тела

#### Синдром внутритеменной борозды
Поражение задних отделов внутритеменной корковой полоски преимущественно правого полушария). Феномен расстройства схемы тела:
- аутотопоагнозия (вариант агнозии, заключающийся в нарушении узнавания частей собственного тела)
- анозогнозия (синдром Антона-Бабинского − отсутствие критической оценки своего дефекта (паралича; снижения зрения, слуха и т.д.))
- псевдополимиелия, псевдомелия (ложные ощущения наличия нескольких лишних конечностей)

## Синдром височной области (syndromum lobi temporalis)
С точки зрения топической диагностики в височной доле выделяют шесть основных неврологических топических синдромов, обусловленных поражением ряда наиболее важных в функциональном отношении структур:
- синдром области поля Вернике (поле 22, по Бродману)
- синдром извилин Гешля (поля 41 и 42, по Бродману)
- синдром области височно-теменного стыка (поле 37, по Бродману)
- синдром медиобазальных отделов (поля 20, 21 и 35, по Бродману)
- синдром глубоких структур
- синдром диффузного поражения височной доли

Каждый из указанных топических синдромов может быть представлен в двух вариантах − в варианте ирритации и в варианте выпадения. Синдромы левой и правой височных долей существенно различаются. При поражении левой височной доли (особенно полей 22 и 37 по Бродману) наблюдаются вербальные нарушения (сенсорная или амнестическая афазия, алексия), отсутствующие при поражении правой височной доли.

#### Синдром области поля Вернике

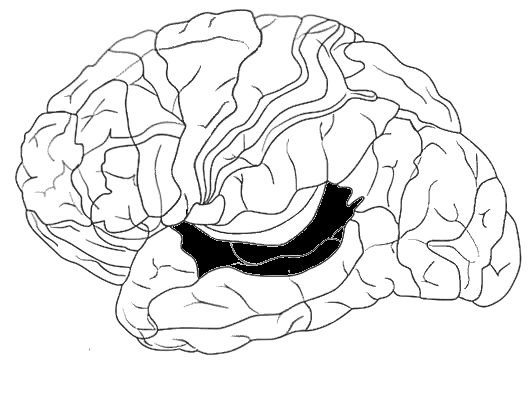
Поражение 22 поля

Поражение средних и задних отделов верхней височной извилины − поле 22, по Бродману, ответственной за функцию сенсорной речи. Ирритативный вариант часто сочетается с раздражением заднего адверсивного поля, проявляющегося клинически сочетанным поворотом головы и глаз в противоположную от очага сторону. Вариант выпадения: сенсорная афазия − утрата способности понимания речи при полной сохранности слухового анализатора. Различают три варианта сенсорной афазии:
- корковая (поражение поля 22, по Бродману, или области зоны Вернике) − утрата способности понимания речи со вторичным нарушением экспрессивной речи (вербальные парафазии, логорея
- субкортикальная (поражение белого вещества головного мозга под сенсорной речевой зоной доминантного по речи полушария) − нарушение понимания устной речи, невозможность повторения слов и письма под диктовку при сохранности экспрессивной устной и письменной речи, а также понимания прочитанного
- транскортикальная (поражение проводящих путей между задней и средней частью верхней височной извилины, области Вернике, и другими областями коры головного мозга) − нарушение понимания устной речи при сохранности возможности повторения, списывания и письма под диктовку.

#### Синдром извилин Гешля

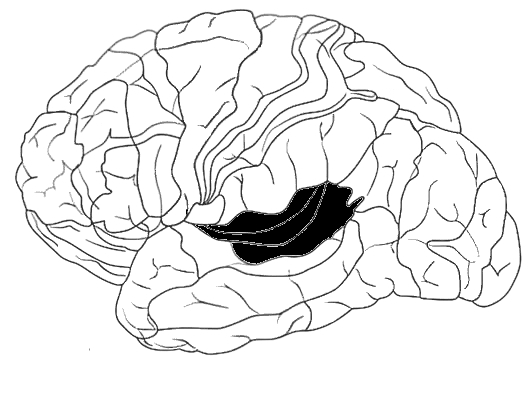
Поражение 41, 42, 52 полей

Поражение средних отделов верхней височной извилины (поля 41, 42 и 52 по Бродману), являющейся первичной проекционной зоной слуха. Ирритативный вариант: слуховые галлюцинации в виде неоформленных (шум, "гудение проводов") или оформленных (речь, пение, музыкальные мелодии) типов. Вариант выпадения:
- нет существенного снижения слуха
- слуховая агнозия − отсутствие узнавания, идентификации звуков при наличии их ощущения: пациент слышит, например, тиканье часов. лай собаки, но не может их узнать

#### Синдром области височно-теменного стыка

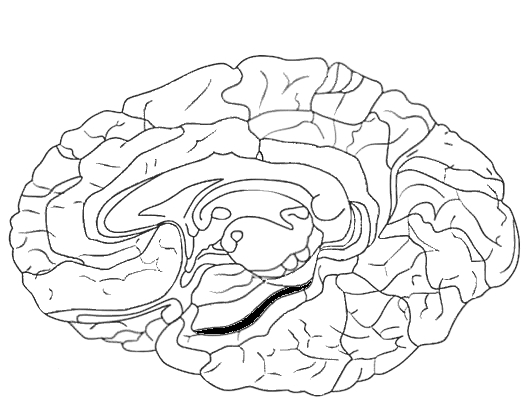
Поражение 35 поля

Прилегает к зрительной коре, угловой извилине (поле 35, по Бродману). Вариант выпадения:
- амнестическая (номинативная) афазия − нарушение способности называть предметы при сохранении возможности их охарактеризовать (при подсказывании начального слога или буквы, пациент вспоминает нужное слово)
- алексия − расстройство чтения, обусловленное нарушением понимания письменного текста

Амнестическая афазия и алексия возникают только при поражении доминантного (по речи) полушария. У правшей, например, левого. Синдром Пика-Вернике (разрушение височно-теменной области доминантного полушария):
- сенсорная афазия
- аграфия
- центральный парез (контралатерально)
- гемигипестезия (контралатерально)

#### Синдром медиобазальных отделов височной доли

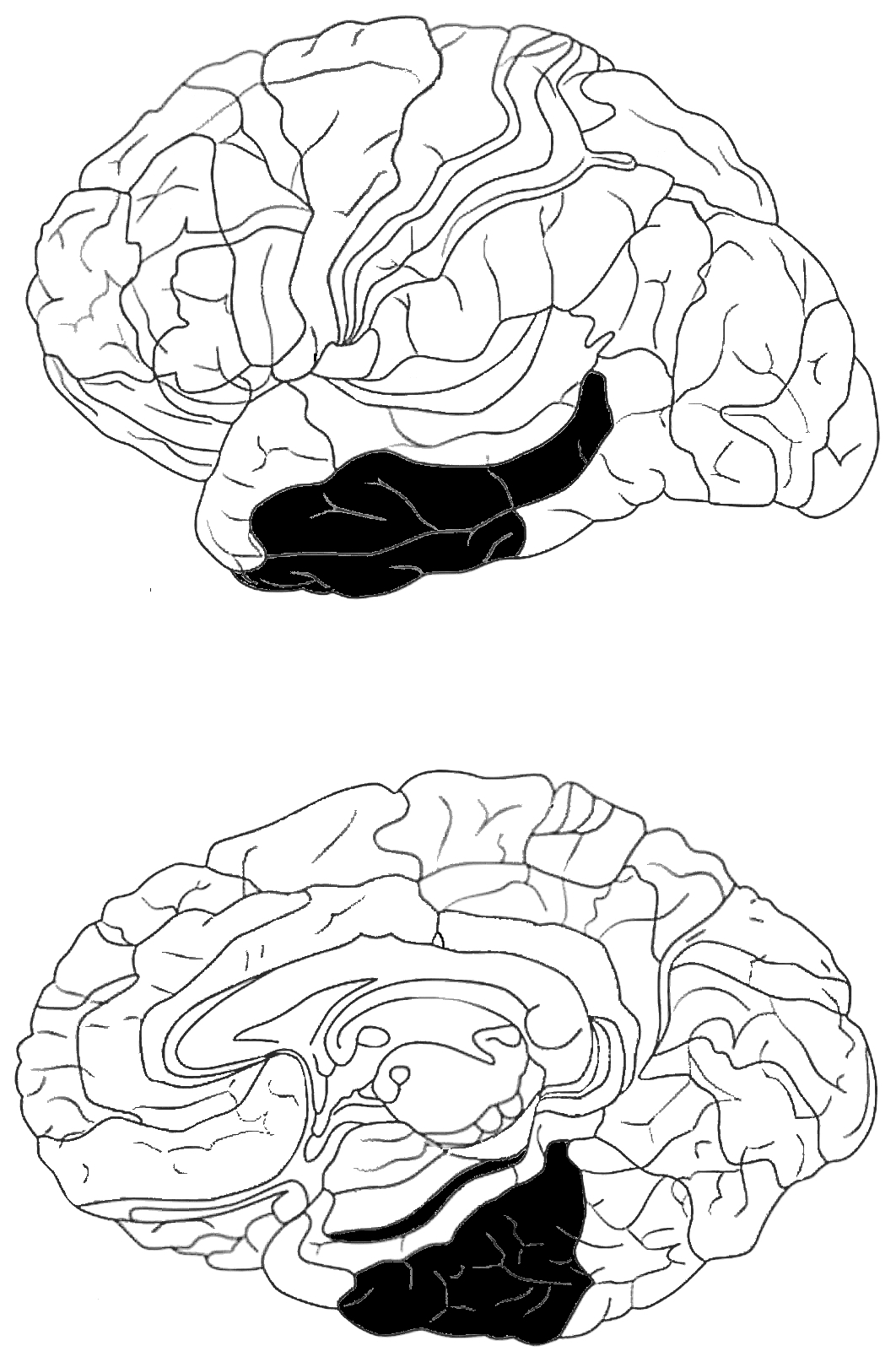
Поражение 20, 21, 35 полей

Гиппокампова извилина, аммонов рог, гиппокамп, крючок, извилины морского конька или 20, 21 и 35 поля, по Бродману
- первично-проекционных зон обоняния и вкуса (поля 20 и 21)
- вестибулярной рецепции, и части лимбической системы (поля 20, 21 и 35)

Вариант раздражения:
- вкусовые и обонятельные галлюцинации − имеют неприятный, ноницептивный характер (запах тухлого, вкус горелого, прогорклого или оттенок металлического, вяжущего привкуса, и т.д.)
- эмоциональная лабильность и депрессия

Вариант выпадения:
- обонятельная агнозия − утрата способности идентифицировать запахи при, сохранении способности их ощущать
- вкусовая агнозия − утрата способности идентифицировать вкусовые ощущения, при сохранении способности их ощущать

#### Синдром глубоких структур височной доли
Височно-мостовой путь и центральный нейрон зрительного пути, идущих в белом веществе − в стенке нижнего рога бокового желудочка. Вариант раздражения:
- оформленные зрительные галлюцинации (яркие, живые образы людей, картин, животных и т.д.)
- метаморфопсии (нарушение зрительного восприятия, характеризующееся искажением формы и размеров видимых предметов)

Важная деталь − зрительные галлюцинации и метаморфопсии появляются только в верхненаружных квадрантах поля зрения противоположной локализации очага.
Вариант выпадения − два компонента:
- Первый компонент − из-за разрушения центрального нейрона зрительного пути, идущего в стенке нижнего рога бокового желудочка, квадрантная (чаще − верхняя) гомонимная гемианопсия, переходящая затем в полную гомонимную гемианопсию на противоположной очагу стороне.
- Второй компонент − триада Шваба (из-за разрушения височно-мостового пути, идущего в белом веществе височной доли:

1. спонтанное промахивание, при выполнении пальце-носовой пробы на стороне, противоположной очагу
2. падение назад и в сторону, в положении стоя и при ходьбе, иногда − в положении сидя
3. наличие ригидности и мелкого паркинсоновского тремора на стороне, противоположной очагу

#### Синдром диффузного поражения височной доли
Ирритативный вариант:
- особые состояния сознания − дереализация, "уже виденное" (deja vue), "никогда не виденное", "никогда не слышанное", "никогда не пережитое" в отношении хорошо известных, знакомых явлений (jamais vue)
- сноподобные состояния (dreameamy states) − частичное нарушение сознания с сохранением в памяти переживаний, наблюдающихся в период изменённого сознания
- пароксизмальные висцеральные расстройства и ауры (кардиальная, гастральная, психическая и т.д.)
- депрессии (снижение психомоторной активности)

Вариант выпадения:
- резкое снижение памяти (патологическая забывчивость; доминирует снижение памяти на события текущего, но при относительной сохранности памяти на события далёкого прошлого.
- синдром Клювера-Бьюси (син.: синдром поведения после двусторонней височной лобэктомии) − симптомокомплекс, возникающий у обезьян после хирургического удаления обеих височных долей (включая удаление лимбических структур − аммонова рога головного мозга). Патогенез синдрома Клюфера-Бьюси − снятие торможения оральных и инстиктивных раздражений после удаления височных долей и лимбических систем. Клиника:

1. гностические расстройства (оптическая и тактильная агнозия), непреодолимой склонностью брать в рот все предметы (даже опасные)
2. гиперсексуальность (постоянное стремление к совокуплению, мастурбация)
3. эмоционально-волевые расстройства (исчезновение чувства страха, автоматическое подчинение чужой воле, утрата материнского инстинкта у самок)

У людей развитие полной картины синдрома невозможно, однако может развиться оральный шаблон парциального проявления вышеописанного синдрома, т.к. гиппокамп (аммонов рог) и соседние области головного мозга являются регуляторами оральных функций и инстинктивных аспектов поведения.

## Синдром затылочной доли (syndromum lobi occipitalis)

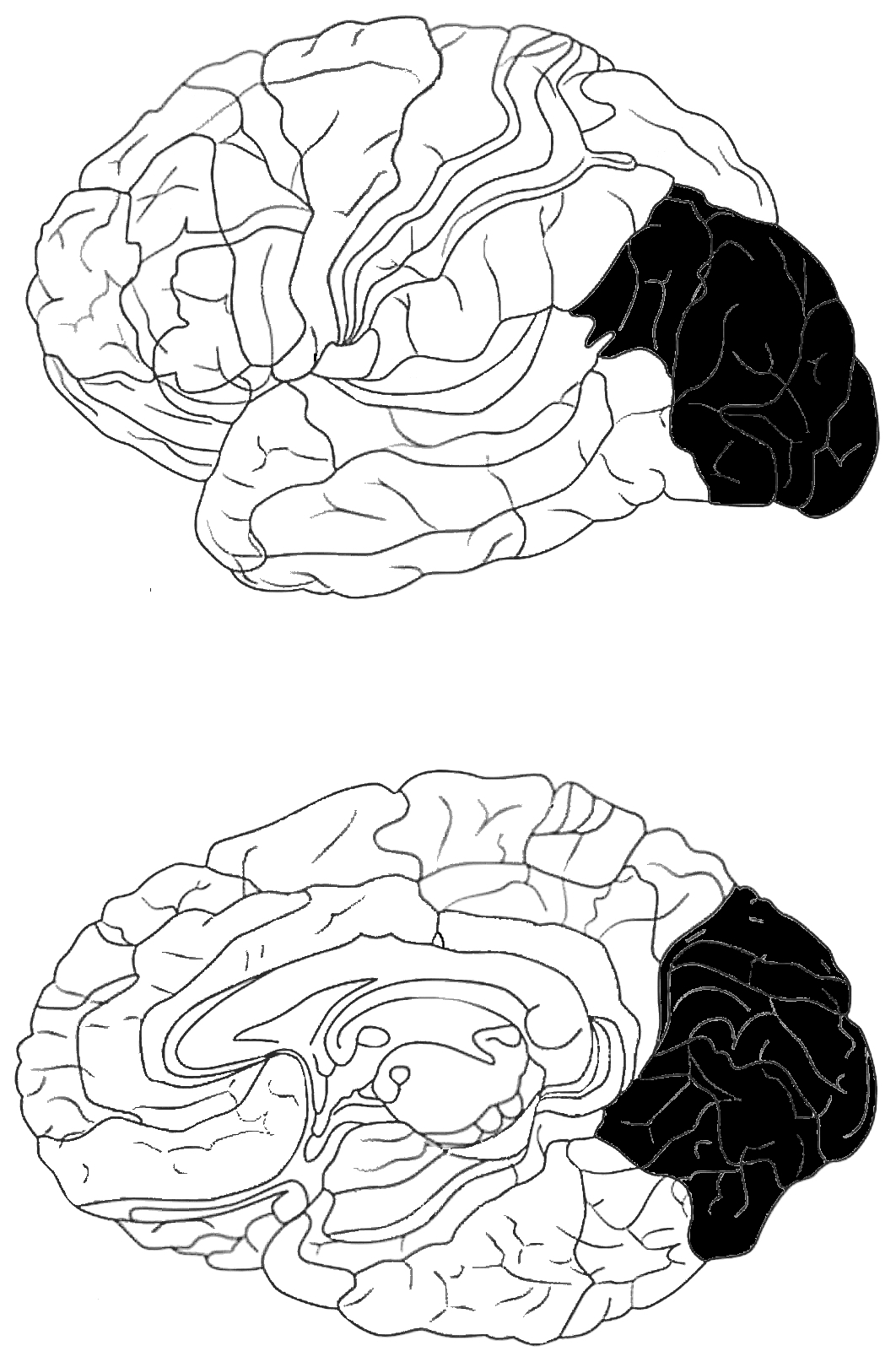
Поражение 17, 18, 19, 39 полей

Поражения полей 17, 18, 19 и 39 по Бродману, − корковые центры зрения. Поля 17, 18 и 19 по Бродману, включают:
- шпорную извилину (fissura calcarina)
- клин (cuneus)
- язычную извилину (gurys lingualis)
- верхнебоковую и нижнюю поверхности затылочной доли

Поле 39 по Бродману находится на стыке затылочной и теменной долей. Вариант ирритации:
- неоформленные (элементарные) зрительные галлюцинации − фотопсии (появление в поле зрения ярких, мелькающих искр, звёздочек, зигзагообразных, блестящих движущихся линий),
- оформленные зрительные галлюцинации (появление в поле зрения картин, образов людей, животных)
- метафотопсии (когда окружающие предметы кажутся искажёнными)

Фотопсии, зрительные галлюцинации и метафотопсии возникают при раздражении коры верхнебоковой и нижней поверхности затылочной доли (поля 18 и 19 по Бродману). Вариант выпадения:
- гомонимная гемианопсия (дефект поля зрения, локализующийся в одной половине зрения каждого глаза)
- квадрантная гемианопсия (дефект поля зрения, локализующийся в нижней или верхней четверти поля зрения каждого глаза)
- зрительная агнозия (нарушение узнавания предметов и явлений при сохранении зрительного восприятия − пациент не узнаётзнакомых предметов, не знает их значения, несмотря на то, что может безошибочно отобрать предметы, аналогичные предъявленному; узнавание происходит только при ощупывании руками)

Зрительная агнозия возникает при поражении верхнебоковой поверхности затылочной доли (поля 19 и 39 по Бродману), особенно с вовлечением подлежащего белого вещества (splenum corporis callosi).

## Синдром правого полушария головного мозга
Синдром правого полушария головного мозга характеризуется тремя группами нарушений:
- Синдром искажённого восприятия своего тела (нарушение схемы тела)

1. анозогнозия (отсутствие критической оценки своего дефекта)
2. аутотопагнозия (вид агнозии, заключающийся в нарушении узнавания частей собственного тела)
3. нарушение ориентировки в правой и левой сторонах
4. пальцевая агнозия (изолированное нарушение узнавания, выбора и дифференцированного показа пальцев рук, как собственных, так и пальцев других людей) − составная часть синдрома Герстманна-Шильдера
5. сенсогностические феномены:
  - ощущение отчуждённости своего тела
  - ощущение отсутствия конечностей, ложных конечностей (псевдомелия, амелия)
  - ощущение иллюзорных движений
  - ощущение разделения тела на части

- Нарушения психики:

1. конфабуляции (больные утверждают, например, что, несмотря на паралич, они могут передвигаться)
2. псевдореминисценции (ложные воспоминания)
3. эйфория
4. патологическая шутливость
5. снижение критики
6. недооценка болезни
7. дезориентированность
8. галлюцинации
9. психомоторное возбуждение

- Автоматизированные движения (паракинезии) в здоровых конечностях

## Синдром межполушарного разобщения (синдром Барбизе)
Синдром межполушарного разобщения − состояние, при котором каждое из больших полушарий головного мозга реагирует отдельно: правое полушарие (у правшей) реагирует только на зрительные (невербальные) раздражения, а левое − только на вербальные (словесные). Возникает при очагах (чаще всего − ишемических инфарктах) в заднем отделе мозолистого тела, дающих обычно неполное межполушарное разобщение. Клиника:
- Двигательные нарушения в правых конечностях: невозможность ходьбы и совершении целенаправленных действий рукой (апраксия правой руки, аграфия) при сохранности полного объёма движений и силы в них
- Правосторонняя гемигипестезия
- Двусторонняя гомонимная гемианопсия
- Стереогноз не нарушен, пациент узнаёт на ощупь предметы обеими кистями

Указанный синдром описан впервые в 1974 г. французскими невропатологами J. Barbizet, J. Degos, Ph. Duizabon и B. Chortier.

## Апаллический синдром ("бодрствующая кома")
Апаллический синдром является следствием глубокого нарушения функции коры больших полушарий − отключением коры (отсюда и термин: а − отрицание, pallum − плащ, кора большого мозга). Клиника:
- аспонтанность
- отсутствие реакций на вопросы на обращения, прикосновения, показ предметов
- нет фиксации взора на окружающих предметах (глаза открыты и устремлены в одну точку или бессмысленно блуждают в разные стороны)
- сохранность глотательного рефлекса и реакции на болевые раздражения
- вызываются патологические стопные и защитные рефлексы
- ритм сна и бодрствования сохранён, но в значительно меньшей степени, чем при синдроме акинетического мутизма

Синдром впервые описан немецким психиатром E. Kretchmer в 1940 г. Апаллический синдром необходимо дифференцировать от синдрома акинетического мутизма, от синдромов "запертого человека" и "вегетативного состояния".

## Синдром акинетического мутизма
В отличие от апаллического синдрома:
- сознание сохранено
- есть фиксация и перемещение взора на новом объекте
- отсутствуют изменения мышечного тонуса

## Синдром "запертого человека"
Синдром запертого человека
В отличие от апаллического синдрома:
- полная сохранность сознания
- сохранена чувствительность
- пациент может с помощью движений глаз или минимальными движениями челюсти или языка давать адекватные ответы

## Синдром "вегетативного состояния"
В отличие от апаллического синдрома:
- стойкая утрата сознания
- сохранность функций подкорково-стволовых структур − дыхания, поддержания устойчивых АД и температуры тела

Наблюдается при тяжёлой и массивной черепно-мозговой травме (диффузное аксональное поражение), при интоксикации, поражении экстремальными физическими факторами (молнией, сильным электрическим зарядом), при асфиксии. Он может являться также переходной стадией выхода из коматозного состояния.